# CBS Television Stations

Logo

CBS Television Stations is de holdingsmaatschappij verantwoordelijk voor het onderhoud, beheer en regulering van de televisienetwerken die in het bezit zijn van het Amerikaanse ViacomCBS. 21 stations gebruiken de merknaam, marketing en programmering van de televisiezender CBS, vijftien die van UPN (per september 2006: The CW) en één die van The WB (tevens per september 2006: The CW). De twee andere stations, in Los Angeles en West Palm Beach (Florida), in het bezit van CBS Television Stations dragen onafhankelijke programmeringen.